# Edmond Beel
Henricus Theodorus Edmundus (Edmond) Beel (Roermond, 30 september 1910 – Maastricht, 16 juni 1996), was hulpbisschop van het bisdom Roermond onder bisschop Moors. Hij was titulair bisschop van Sucarda. Zijn wapenspreuk was: Ut omnes unum sint (opdat allen één mogen zijn).

## Kerkelijke loopbaan
Edmond Beel werd op 28 maart 1936 in Roermond priester gewijd door monseigneur Lemmens. Deze benoemde hem kapelaan te Vaals (parochie H. Paulus). In 1937 werd hij aalmoezenier van Sociale werken in Kerkrade benoemd en in 1948 in Maastricht. Hij bleef deze functie vervullen tot 1955, toen hij pastoor-deken werd benoemd van Brunssum (parochie H. Gregorius de Grote). Op 30 augustus 1965 werd hij hulpbisschop benoemd van Roermond en titulair bisschop van Sucarda, en op 29 december 1965 werd hij bisschop gewijd door monseigneur Moors, monseigneur Bekkers van Bisdom 's-Hertogenbosch en monseigneur De Vet van Breda. Edmond Beel was kanunnik van het kathedraal kapittel vanaf 1965 tot 1987. Vanaf 1968 was hij vicaris-generaal.
Nadat monseigneur Moors opgevolgd was door monseigneur Gijsen, werd monseigneur Beel op 20 januari 1972 ontslag als hulpbisschop verleend. Hij vestigde zich in Bemelen, waar hij van 1973 tot 1975 pastoor was. Hij bleef er als emeritus-pastoor tot 1979, waarna hij verhuisde naar Maastricht. Hij overleed er op 16 juni 1996.

## Trivia
- Naar Edmond Beel is de Edmond Beel Stichting genoemd, die het erfgoed tracht te beschermen van de opgeheven UTP, de Universiteit voor Theologie en Pastoraat.
- Edmond Beel was de broer van oud-premier Louis Beel.